# Nadene Caldwell
Nadene Caldwell (Belfast, 24 gennaio 1991) è una calciatrice nordirlandese, centrocampista del Glentoran e della nazionale nordirlandese.

## Carriera

### Nazionale
Dopo aver indossato la maglia della sua nazionale a livello giovanile, sia in Under-17 che in Under-19, Caldwell fa il suo debutto in nazionale maggiore il 26 aprile 2008, nell'incontro perso 4-0 con la Rep. Ceca.

## Palmarès

### Club
- Campionato nordirlandese: 2

Glentoran: 2013, 2021
- Coppa dell'Irlanda del Nord femminile: 2

Glentoran: 2012, 2021
- County Antrim Cup: 1

Glentoran: 2021